# Semecarpus atra
Semecarpus atra är en sumakväxtart som först beskrevs av Forst. f., och fick sitt nu gällande namn av Eugène Vieillard. Semecarpus atra ingår i släktet Semecarpus och familjen sumakväxter. Inga underarter finns listade i Catalogue of Life.